# فانا كووست
فانا كووست (بالإنجليزية: Vana-Kuuste)‏ هي قرية تقع في إستونيا في Kambja Parish.

## معرض صور

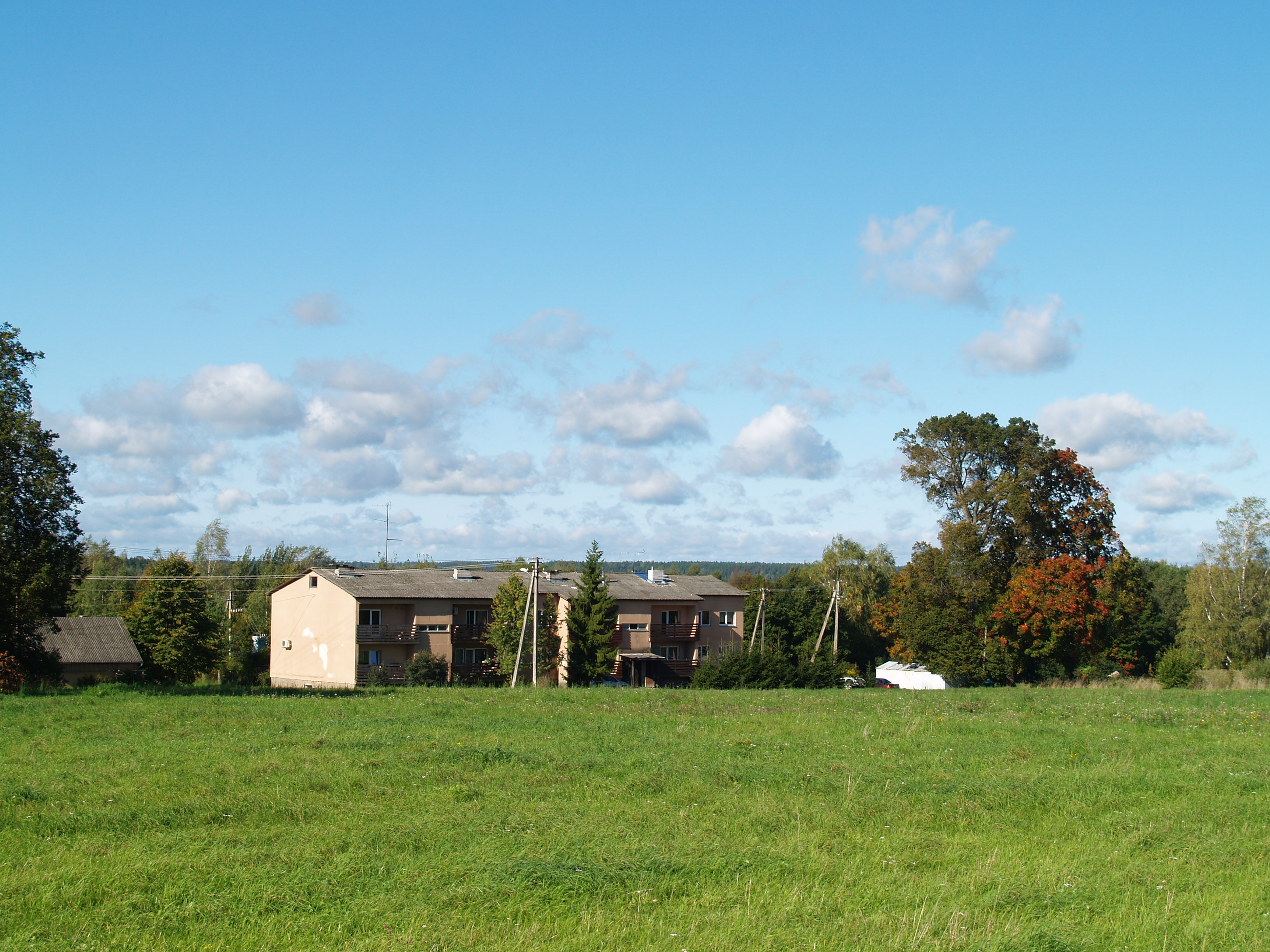
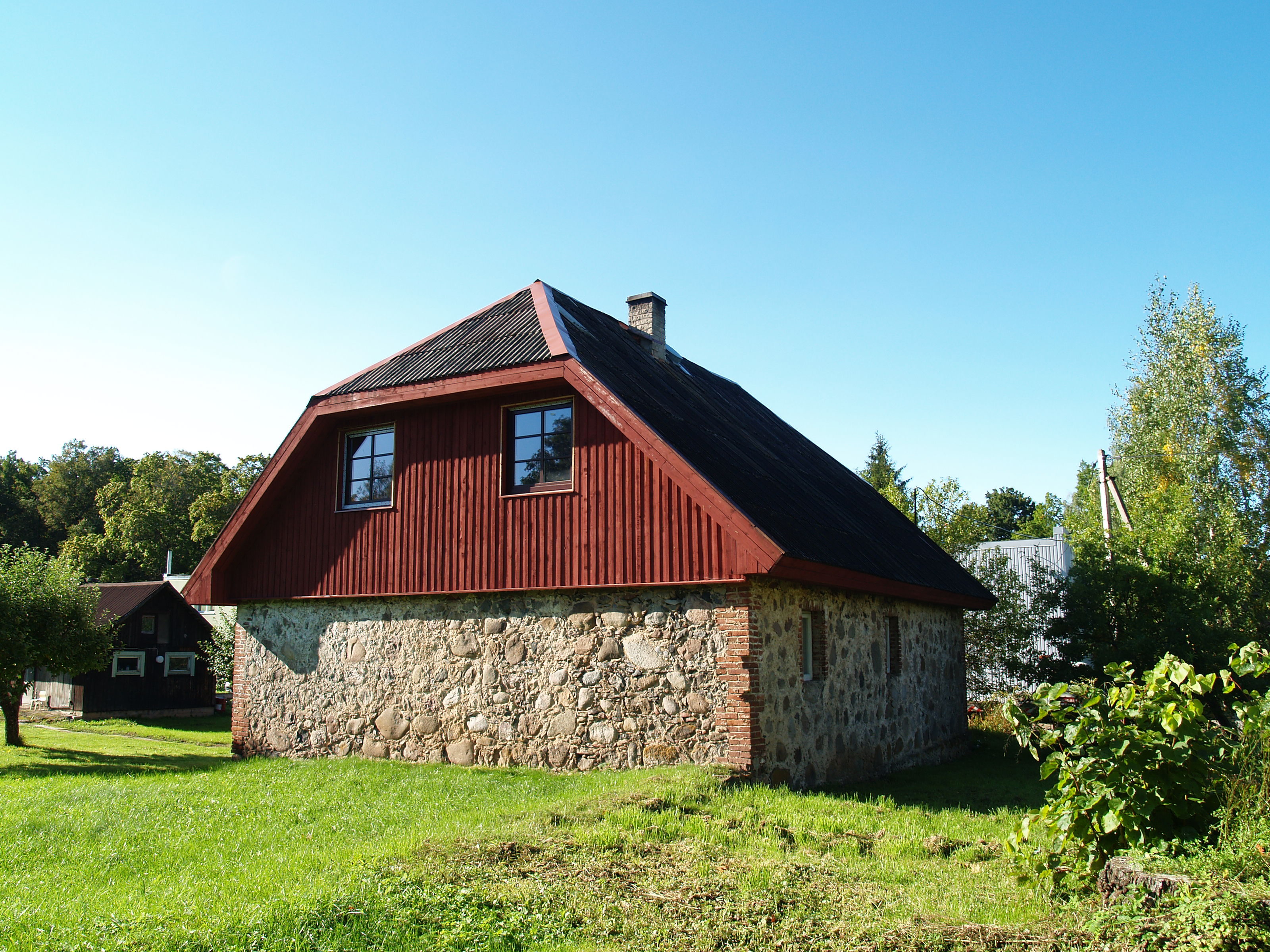
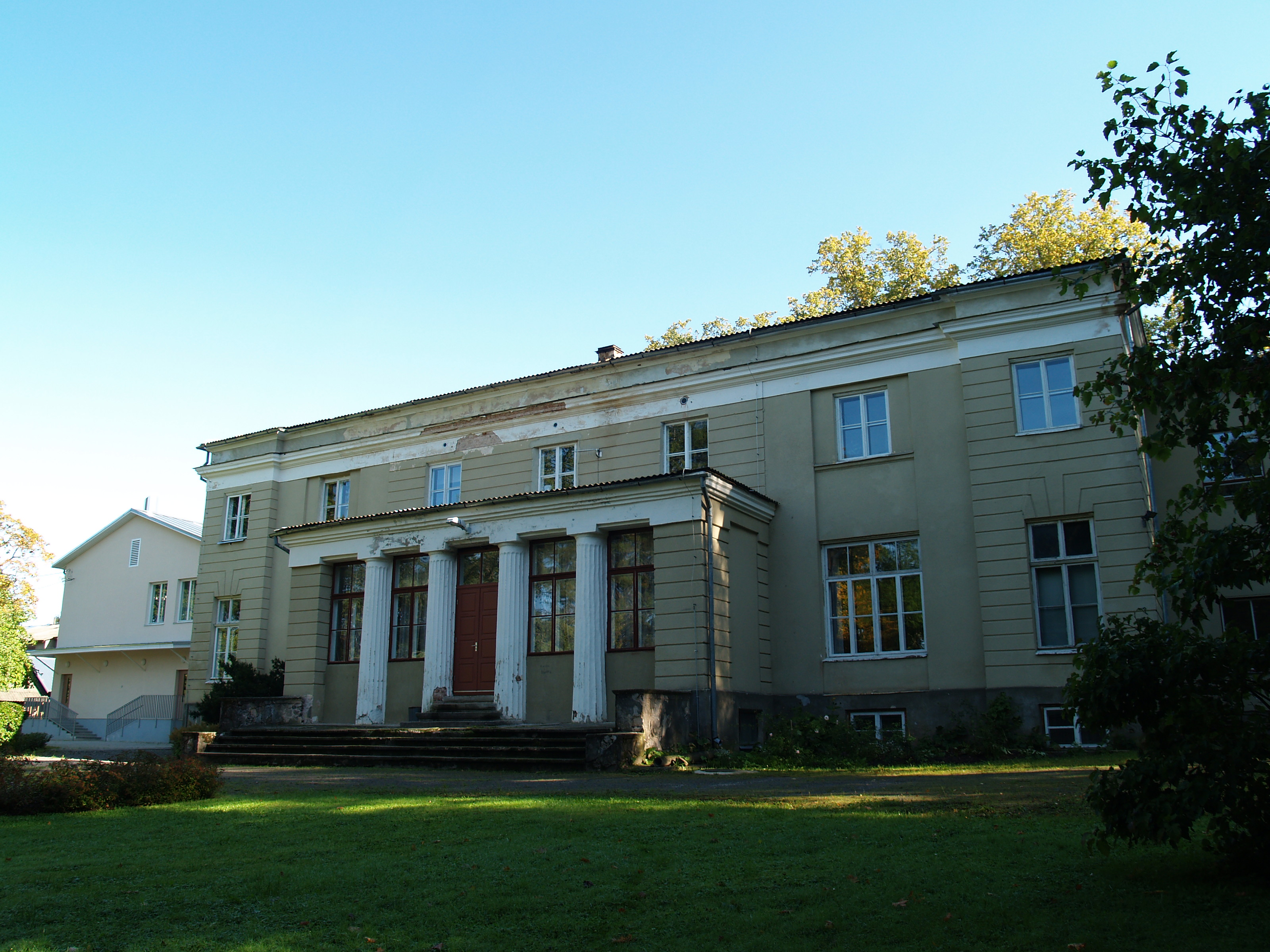
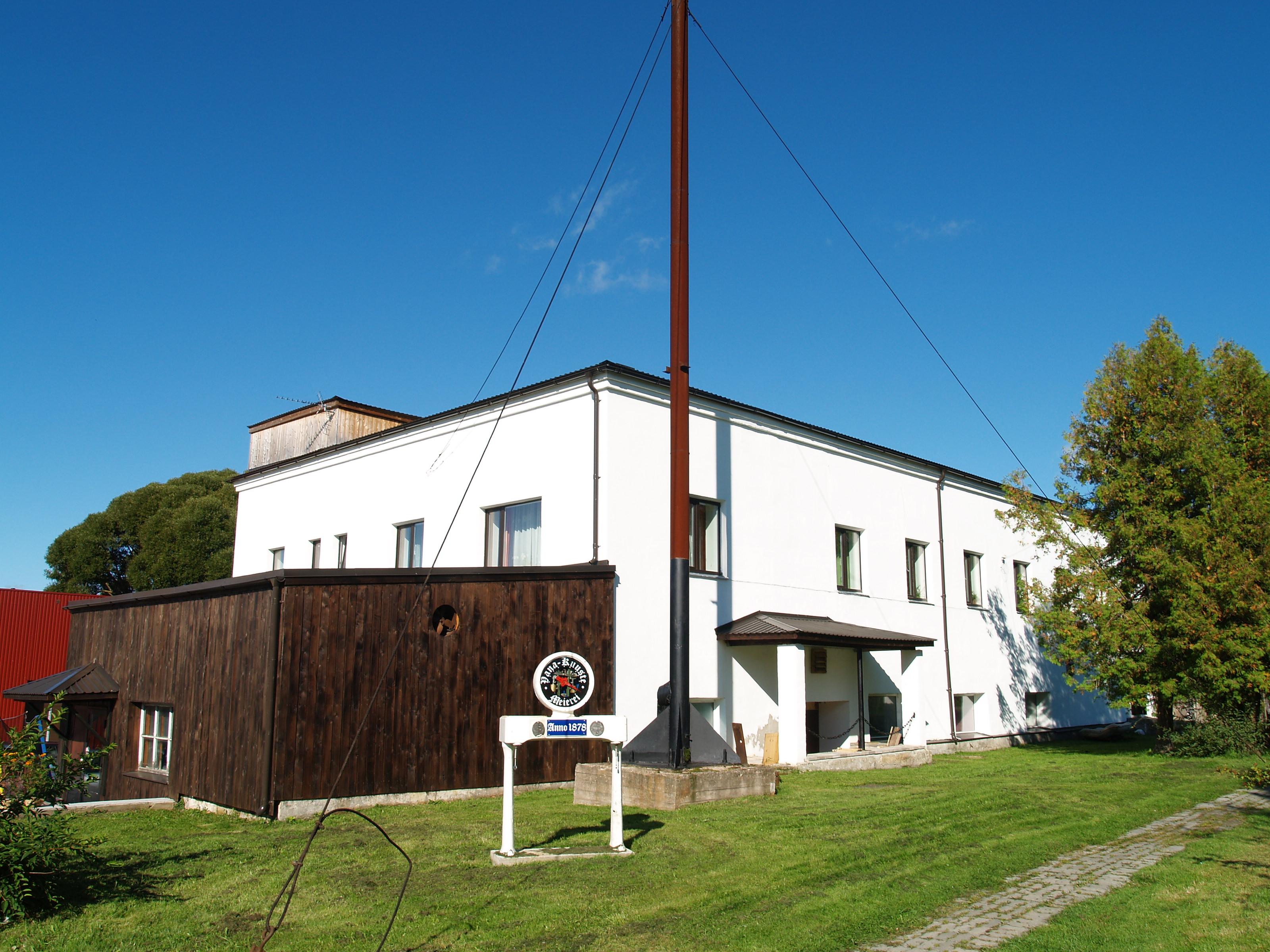